# Mahavishnu Orchestra
Mahavishnu Orchestra (nombre en honor a Mahavishnú) fue un grupo estadounidense de rock instrumental fundado en 1971, con un estilo basado en la mezcla entre el rock y el jazz, tomando subgéneros de ambos como el thrid stream y el cool-jazz con rock progresivo y sinfónico, además también le añadían elementos vanguardistas de electrónica y música clásica india, junto con composiciones instrumentales y una estética de apología al hinduismo.

## Primera Mahavishnu Orchestra
La versión original estaba liderada por el Mahavishnu John McLaughlin en guitarra acústica y guitarra eléctrica, y los miembros Billy Cobham , anteriormente cofundador del grupo Dreams, en la percusión, Rick Laird (bajo eléctrico y bajo acústico), Jan Hammer en piano eléctrico y acústico, y Jerry Goodman , que había sido líder del grupo The Flock, en el violín. El grupo tuvo 2 álbumes muy conocidos los cuales además de ser del género jazzistico y progresivo: The Inner Mounting Flame (1971) y Birds of Fire (1973).
El grupo es considerado pionero del movimiento jazz fusión o Jazz Rock. McLaughlin y Cobham se conocieron mientras grababan para Miles Davis. McLaughlin también se influenció por sus estudios con el gurú Sri Chinmoy, quien le dio el nombre de Mahavishnu con el que se daría a conocer.
McLaughlin tenía ideas sui generis acerca de cómo instrumentar su grupo, buscando siempre el concepto de mezclar géneros a la hora de componer. Especialmente, buscaba un violinista. Luego hizo patente su guitarra de doble cuello (con 6 y 12 cuerdas), y Hammer añadió un sintetizador Moog, lo cual le permitió entablar un diálogo con el lenguaje de la guitarra de McLaughlin.
En los 2 álbumes mencionados arriba, sin embargo, el grupo va de esta intensa fusión de géneros (como en la canción "Noonward Race") hasta piezas más calmadas, como "A Lotus On Irish Streams" y "Thousand Island Park", que tenían guitarra acústica, piano y violín, o también desde bajo perfil hasta saturación en una misma canción (i.e., "Open Country Joy").

## Ruptura
En 1973 la banda empezó a enfrentar algunos problemas. Luego de un concierto en el Central Park de Nueva York (grabado y lanzado como Between Nothingness and Eternity) las tensiones empezaron a surgir. Para 1973 y 74 McLaughlin, Cobham, y el legendario guitarrista Carlos Santana comenzaron la gira Love Devotion Surrender. Los 3 tocaron varias canciones que luego aparecerían en el álbum homónimo y en otro más de Cobham. Este último abandonó el proyecto antes de que el álbum fuera editado en el estudio.
Luego, Mahavishnu Orchestra estuvo en Londres tocando en un puñado de conciertos y grabando algunas canciones, pero una disputa de regalías y el material producido por el grupo (que hasta ese momento había sido atribuido por completo a Mahavishnu) surgió a lo interno del grupo.
El resto del grupo consideró que merecían más dinero y reconocimiento del que habían obtenido, y disolvieron la Mahavishnu Orchestra original. Las grabaciones de Londres no se lanzaron al mercado en ese momento por problemas de derechos de autor, lo cual finalmente cambió y en 1999 se lanzaron al mercado bajo el nombre de The Lost Trident Sessions (Sony).

## Segunda Mahavishnu Orchestra
Tras la disolución del grupo, McLaughlin formó uno nuevo en 1974: Jean-Luc Ponty (ex Frank Zappa and the Mothers) al violín, Gayle Moran (esposa de Chick Corea) en teclados, Ralphe Armstrong en el bajo, Stephen Franckevich en los metales, y Narada Michael Walden en percusión, entre otros. Al frente de esta "nueva" Mahavishnu Orchestra (a la cual McLaughlin supuestamente se ha referido como la Mahavishnu Orchestra "real"), fueron grabados dos àlbumes: Apocalypse, publicado en 1974 y Visions of the emerald beyond, publicado en 1975. El grupo realizó diversas giras por Estados Unidos y Europa, entre las cuales tocó en Madrid, el 12 de julio y en Barcelona, el 13 de julio de 1974, antes de convertirse en cuarteto y grabar el álbum publicado en 1976 Inner Worlds.

## Tercera Mahavishnu Orchestra
En 1984, McLaughlin volvió a formar la Mahavishnu Orchestra con Bill Evans en los saxofones, Jonas Hellborg en el bajo, Mitchell Forman en los teclados, y un miembro fundador, Billy Cobham con la percusión, aunque fue reemplazado por Danny Gottlieb para fines de presentaciones en vivo. Jim Beard también estuvo involucrado en algún momento. Esta versión de la orquesta sonaba diametralmente distinta de la original, sobre todo por el uso de sintetizadores Synclavier de parte de John. Grabaron dos àlbumes: Mahavishnu (1984) (con Billy Cobham) y Adventures in Radioland (1986) (con Danny Gottlieb).

## Trabajo posterior
Por otra parte, McLaughlin formó Shakti para explorar su interés en la música de la India. Luego formó otros grupos: The One Truth Band & The Translators, y un trío con los afamados Al Di Meola y Paco de Lucía.

## Otros miembros
Billy Cobham hizo carrera en solitario, y también fue parte de la gira de George Duke Band por muchos años. Hoy en día sigue impartiendo clases de percusión. 
Jan Hammer, junto con Narada Michael Walden estuvo en el álbum Wired de Jeff Beck, y también compuso el tema de Miami Vice.
Rick Laird tocó con Stan Getz y Chick Corea. También lanzó un disco en solitario, pero desde 1982 se dedica exclusivamente a la fotografía.
Danny Gottlieb era el baterista de American Garage de Pat Metheny y formó parte de the Blues Brothers que giró a principios de los 90 por Europa.

## Discografía
- The Inner Mounting Flame (1971)
- Birds of Fire (1972)
- Between Nothingness & Eternity (1973, grabado en vivo)
- The Lost Trident Sessions (1973, lanzado en 1999)
- Apocalypse (1974)
- Visions of the Emerald Beyond (1975)
- Inner Worlds (1976)
- Mahavishnu (1984)
- Adventures in Radioland (1986)

## Trivia
- La primera Mahavishnu Orchestra era un grupo multinacional:
  - McLaughlin, oriundo de Gran Bretaña;
  - Cobham nació en Panamá;
  - Hammer venía de República Checa;
  - Goodman era de los Estados Unidos;
  - Laird era irlandés, nacido en Dublín.
- Jean-Luc Ponty fue la primera opción de McLaughlin para un violinista, pero tuvo algunos problemas en su status migratorio.